# Malou Prytz

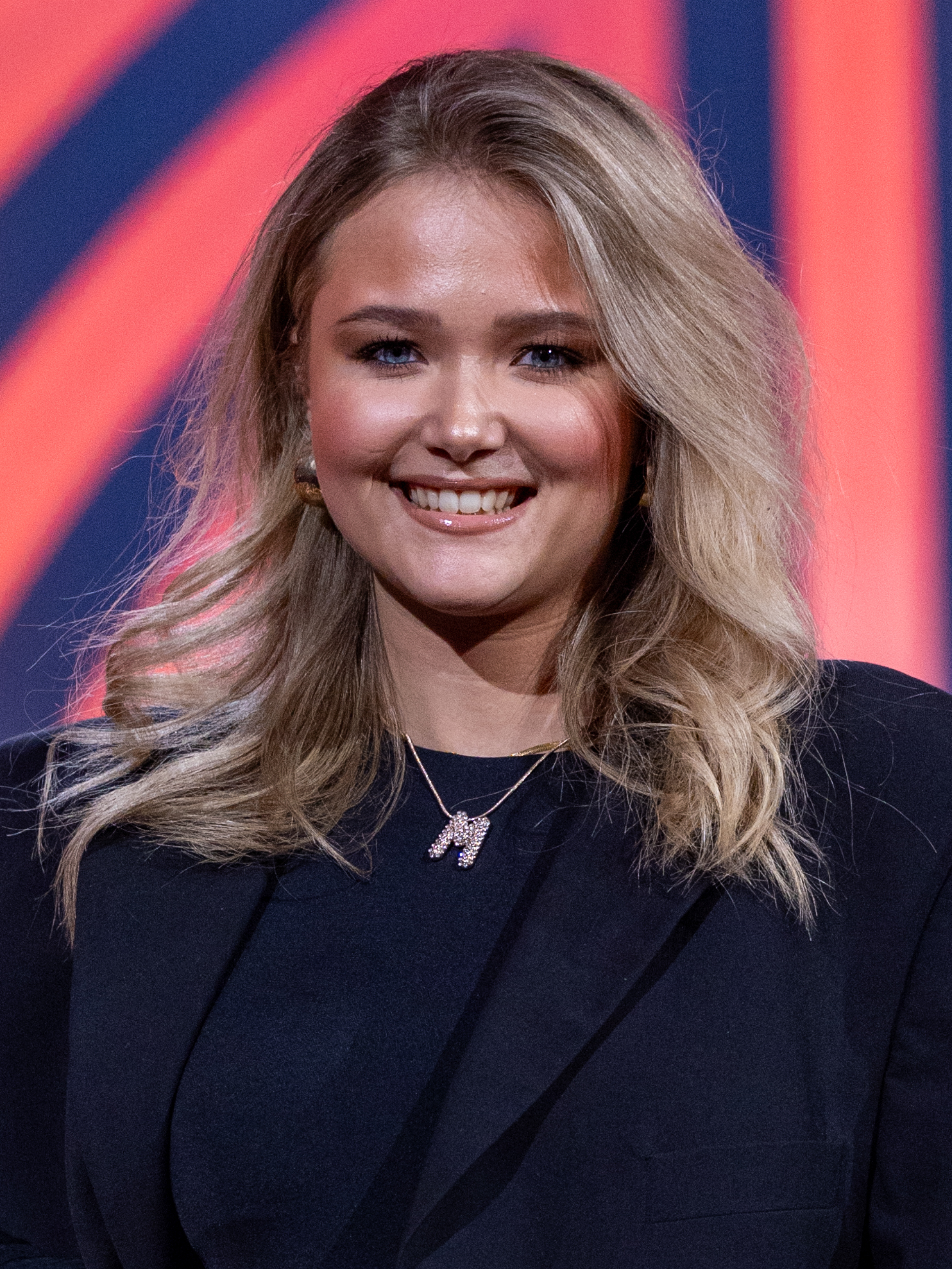
Malou Prytz, 2025

Malou Trasthe Prytz (* 6. März 2003 in Ryd) ist eine schwedische Sängerin und Songwriterin. Bekanntheit erlangte sie vor allem durch ihre Teilnahmen beim Melodifestivalen.

## Leben
Prytz stammt aus der Ortschaft Ryd in der Gemeinde Tingsryd. Im Frühjahr 2019 nahm sie im Alter von 15 Jahren beim Melodifestivalen 2019, dem schwedischen Vorentscheid für den Eurovision Song Contest, teil. Sie sang dort das Lied I Do Me und ihr gelang damit der direkte Einzug ins Finale, in dem sie Letzte wurde. Im Juni 2019 veröffentlichte sie ihre erste EP mit dem Titel Enter.
Im Jahr 2020 wirkte Prytz erneut am Melodifestivalen mit, wo sie mit dem Beitrag Ballerina in die Runde der zweiten Chance (Andra chansen) einzog. Sie schied dort im Duell gegen Paul Rey und dessen Lied Talking in My Sleep aus. Im Oktober 2020 veröffentlichte sie mit Tik Tok ihr nächstes Lied, ein für das Jahr geplante Album wurde wegen der COVID-19-Pandemie verschoben. Mit Echo veröffentlichte sie im Mai 2021 erstmals ein Werk, das sie selbst geschrieben hatte. Mit dem Lied Bananas nahm sie am Melodifestivalen 2022 teil und schied im ersten Halbfinale auf dem letzten Platz aus. Beim Melodifestivalen 2025 belegte sie mit dem Lied 24K Gold in ihrem Halbfinale den vierten Platz und verpasste es erneut, sich für die nächste Runde zu qualifizieren.

## Diskografie

### Extended Plays
- 2019: Enter

### Singles
| Jahr | Titel Album   | Höchstplatzierung, Gesamtwochen, AuszeichnungChartsChartplatzierungen (Jahr, Titel, Album, Platzierungen, Wochen, Auszeichnungen, Anmerkungen) | Anmerkungen                       |
| Jahr | Titel Album   | SE | Anmerkungen                       |
| ---- | ------------- | --- | --------------------------------- |
| 2019 | I Do Me Enter | SE10 (6 Wo.)SE | Beitrag zum Melodifestivalen 2019 |
| 2020 | Ballerina –   | SE40 (4 Wo.)SE | Beitrag zum Melodifestivalen 2020 |
| 2022 | Bananas –     | SE51 (3 Wo.)SE | Beitrag zum Melodifestivalen 2022 |
| 2025 | 24K Gold –    | SE25 (… Wo.)SE | Beitrag zum Melodifestivalen 2025 |

Weitere Lieder
- 2019: Left & Right
- 2019: All Good (mit Millé)
- 2019: If It Ain’t Love
- 2020: Do (mit Millé und Glockenbach)
- 2020: Tik Tok
- 2021: Echo
- 2021: Wishlist
- 2024: Red Flags
- 2024: Merry Christmas and a Happy New Year